# Салем, Салех
Сале́х Сале́м (араб. سالم صالح‎; род. 4 января 1993, Шарджа) — шахматист из Объединённых Арабских Эмиратов, гроссмейстер (2009). Самый молодой в своей стране. Участник четырёх Кубков мира. В составе сборной ОАЭ — участник пяти Олимпиад (2008—2016).

## Карьера
Победитель 3-х детско-юношеских чемпионатов Азии в свой возрастной категории (2007, 2008, 2009).
В августе 2015 года года стал чемпионом Азии.
В 2017 году на Sharjah Masters разделил 1-е место с Ван Хао, Адхибаном Баскараном, Мартыном Кравцивом, Юрием Криворучко и Сетхураманом.
Салех также работает в полиции Дубая.

## Известные партии
В 2024 году, в 3-м туре турнира Sharjah Masters Салех сыграл с Владимиром Федосеевым. Он пошёл на острый вариант и на 17-м ходу пожертвовал коня ради инициативы. К 26-му ходу у Федосеева была обороноспособная позиция и даже небольшой перевес, но он допустил ошибку, сыграв 26. Qh3. Салех пожертвовал ладью на b3, чтобы открыть короля соперника. Последняя ошибка Федосеева — 28.Kd1 — позволила Салеху пожертвовать ферзя, а затем ладью, после чего следовал неизбежный мат в несколько ходов.
[Event "7th Sharjah Masters 2024"]
[Site "Sharjah UAE"]
[Date "2024.05.16"]
[Round "3.2"]
[White "Fedoseev, Vl3"]
[Black "Salem, AR."]
[Result "0-1"]
[WhiteElo "2702"]
[BlackElo "2629"]
[Variant "Standard"]
[TimeControl "-"]
[ECO "E60"]
[Opening "Indian Defense: Anti-Grünfeld, Basman-Williams Attack"]
[Termination "Unknown"]
[Annotator "lichess.org"]
1. d4 Nf6 2. c4 g6 3. h4 { E60 Indian Defense: Anti-Grünfeld, Basman-Williams Attack } d6 4. Nc3 Nbd7 5. Qc2 c5 6. d5 a6 7. e4 b5?! { (0.34 → 0.91) Inaccuracy. Ne5 was best. } (7... Ne5 8. Bf4 Bg7 9. Bxe5 dxe5 10. a4 h5 11. Nf3 O-O 12. a5) 8. cxb5 Bg7 9. bxa6?! { (1.16 → 0.32) Inaccuracy. Nf3 was best. } (9. Nf3 O-O 10. a4 Nb8 11. Bg5 h6 12. Bf4 Bg4 13. Qc1 Kh7 14. Nh2) 9... O-O 10. h5?! { (0.29 → -0.32) Inaccuracy. a4 was best. } (10. a4) 10... Nxh5 11. g4 Nhf6 12. g5 Nh5 13. Be2 Bxa6 14. Bxh5 gxh5 15. f4 e6 16. Nge2 Qe8 17. dxe6 fxe6 18. Ng3 Ne5?! { (-0.27 → 0.48) Inaccuracy. d5 was best. } (18... d5) 19. fxe5 Bxe5 20. Qg2 Rb8 21. Nxh5 Qg6 22. Be3 d5 23. O-O-O d4 24. Rdg1?! { (1.14 → 0.40) Inaccuracy. Qh3 was best. } (24. Qh3 dxc3) 24... dxc3?? { (0.40 → 2.24) Blunder. dxe3 was best. } (24... dxe3 25. Nf6+) 25. b3 Bd3 26. Qh3?? { (1.69 → -2.09) Blunder. Nf6+ was best. } (26. Nf6+ Bxf6 27. gxf6 Qxg2 28. Rxg2+ Kf7 29. e5 Rg8 30. Rxg8 Rxg8 31. Rd1 Rd8) 26... Rxb3 27. axb3 Ra8 28. Kd1?? { (-1.06 → -9.54) Blunder. Nf6+ was best. } (28. Nf6+ Bxf6) 28... Qxh5+ 29. Qxh5? { (-9.15 → Mate in 7) Checkmate is now unavoidable. Rg4 was best. } (29. Rg4 Ra1+ 30. Bc1 Bf4 31. Ke1 Rxc1+ 32. Kf2 Rxh1 33. Qxh5 Rxh5 34. Kf3 Be5) 29... Ra1+ 30. Bc1 Rxc1+ { Black wins. } 0-1